# Олимпийские виды спорта
В программу современных Олимпийских игр входят 28 летних (42 дисциплины) и 7 зимних (15 дисциплин) видов спорта. При классификации видов спорта МОК следуют принципу «одна федерация — один вид спорта». После названия вида спорта в скобках указано наименование соответствующей международной федерации.

## Летние олимпийские виды спорта
- Академическая гребля (FISA)
- Бадминтон (BWF)
- Баскетбол (FIBA)
  -  Баскетбол
  -  Баскетбол 3×3
- Бейсбол (WBSC)
  -  Софтбол
- Бокс (IBA)
- Борьба (UWW)
  -  Вольная борьба
  -  Греко-римская борьба
- Велоспорт (UCI)
  -  BMX
  -  BMX-фристайл
  -  Трековый велоспорт
  -  Маунтинбайк (Горный велосипед)
  -  Шоссейный велоспорт
- Водные виды спорта (FINA)
  -  Водное поло
  -  Плавание
  -  Прыжки в воду
  -  Синхронное плавание
  -  Плавание на открытой воде
- Волейбол (FIVB)
  -  Волейбол
  -  Пляжный волейбол
- Гандбол (IHF)
- Гимнастика (FIG)
  -  Прыжки на батуте
  -  Спортивная гимнастика
  -  Художественная гимнастика
- Гольф (IGF)
- Гребля на байдарках и каноэ (ICF)
  -  Гребля на байдарках и каноэ
  -  Гребной слалом
- Дзюдо (IJF)
- Конный спорт (FEI)
  -  Выездка
  -  Конкур
  -  Троеборье
- Крикет (ICC)
- Лёгкая атлетика (IAAF)
- Лякросс (WL)
- Настольный теннис (ITTF)
- Парусный спорт (WS)
- Регби-7 (WR)
- Сёрфинг (ISA)
- Сквош (WSF)
- Скейтбординг (WS)
- Современное пятиборье (UIPM)
- Спортивное скалолазание (IFSC)
- Стрельба (ISSF)
- Стрельба из лука (FITA)
- Теннис (ITF)
- Триатлон (ITU)
- Тхэквондо (WTF)
- Тяжёлая атлетика (IWF)
- Фехтование (FIE)
- Флаг-футбол (МФАФ)
- Футбол (FIFA)
- Хоккей на траве (FIH)

## Зимние олимпийские виды спорта
- Биатлон (IBU)
- Кёрлинг (WCF)
- Коньковые виды спорта (ISU)
  -  Конькобежный спорт
  -  Фигурное катание
  -  Шорт-трек
- Лыжные виды спорта (FIS)
  -  Горнолыжный спорт
  -  Лыжное двоеборье
  -  Лыжные гонки
  -  Прыжки на лыжах с трамплина
  -  Сноуборд
  -  Фристайл
- Бобслей (FIBT)
  -  Бобслей
  -  Скелетон
- Санный спорт (FIL)
- Хоккей (IIHF)

## Исключённые виды спорта
В скобках указаны годы, когда спорт был включён в программу.
- Баскская пелота (FIPV) (1900)
- Брейкинг (WDSF) (2024)
- Водно-моторный спорт (UIM) (1908)
- Жё-де-пом (1908)
- Карате (WKF) (2020)
- Конный спорт (FEI)
  -  Вольтижировка (1920)
- Крокет (WCF) (1900)
- Перетягивание каната (TWIF) (1900—1920)
- Поло (FIP) (1900, 1908, 1920, 1924, 1936)
- Регби-15 (WR) (1900, 1908, 1920, 1924)
- Роке (1904)
- Рэкетс (1908)

## Показательные виды спорта
Показательный вид спорта — это соревнования, проводимые в цели популяризации видов спорта, не признанных МОК. Включаются организационным комитетом Олимпийских игр в программу соревнований по 1-2 вида спорта.